# Marosa di Giorgio
Marosa di Giorgio Medici (* 1. Januar 1932 in Salto; † 17. August 2004 in Montevideo) war eine uruguayische Dichterin.
Di Giorgio, italienisch-baskischer Abstammung, schrieb nicht nur Gedichte, sondern schuf neben erotischen Geschichten auch zeitgenössische Literatur. Insgesamt publizierte sie neben einem Roman, drei Kurzgeschichten-Sammlungen und 14 Bücher mit Gedichten. Sie begann in den 1950er Jahren mit dem Schreiben und veröffentlichte ihr erstes Werk im Alter von 32 Jahren. 1978 ließ sich die von Kritikern oft als Surrealistin bezeichnete di Giorgio, die sich selbst jedoch keiner literarischen Bewegung oder Schule zugeordnet wissen wollte, in Montevideo nieder. 1989 und 1991 erschienen die zwei Gedichtbände Los papeles Salvajes mit den gesammelten Werken di Giorgios. Ihr Roman Reina Amelia stammt aus dem Jahr 1999. Di Giorgios Werke wurden ins Englische, Französische, Portugiesische und Italienische übersetzt. Sie erhielt ein Fulbright-Stipendium (Beca Fullbright). 2001 wurde sie mit dem Ersten Preis des Festival Internacional de Poesía de Medellín ausgezeichnet.

## Werke
- Poemas (1954)
- Humo (1955)
- Druida (1959)
- Historial de las violetas (1965)
- Magnolia (1968)
- La guerra de los huertos (1971)
- Está en llamas el jardín natal (1975)
- Clavel y tenebrario (1979)
- La liebre de marzo (1981)
- Mesa de esmeralda (1985)
- Los papeles Salvajes (Sammlung ihrer Gedichte), Erster Band (1989)
- La falena (1989)
- Membrillo de Lusana (1989)
- Los papeles Salvajes (Sammlung ihrer Gedichte), Zweiter Band (1991)
- Misales (1993), erotische Geschichten
- Camino de las pedrerías (1997), erotische Geschichten
- Reina Amelia (1999), B. Aires, Adriana Hidalgo, Roman
- Diamelas a Clementina Médici (2000)
- Rosa mística (2003), Gedichte
- El gran ratón dorado, el gran ratón de lilas, B. Aires, El cuenco de plata; erotische Geschichten